# Ioachim Moldoveanu
Ioachim Moldoveanu (né en 1913 en Roumanie et mort le 31 juillet 1981) était joueur et entraîneur de football roumain, qui évoluait en tant qu'attaquant.

## Biographie

### Carrière de Club
Il passe sa carrière de club dans l'équipe de la capitale roumaine du FC Rapid Bucarest, un des meilleurs clubs du pays.

### Carrière internationale
Il est aussi international avec la Roumanie, et participe à la coupe du monde 1938 en France.

### Carrière d'entraîneur
Il prend pour un temps les rênes de son ancien club de toujours, le Rapid, pour une saison en 1948.